# کیسلی کلیوچ
کیسلی کلیوچ (به لاتین: Kisly Klyuch) یک منطقهٔ مسکونی در روسیه است که در استان آمور واقع شده‌است.